# Albatros D.XI
L'Albatros D.XI, designazione aziendale L 41, era un caccia monomotore biplano realizzato dalla allora azienda tedesco imperiale Albatros Flugzeugwerke GmbH negli anni dieci del XX secolo e rimasto allo stadio di prototipo.
Primo modello Albatros ad adottare un motore rotativo a pistoni raffreddato ad aria venne realizzato in due esemplari che si differenziavano per alcuni accorgimenti tecnici. Sottoposto a valutazione comparativa, benché dotato di buone prestazioni non venne accettato dall'Idflieg ed il suo sviluppo interrotto.

## Storia del progetto
Nel 1917 la Siemens-Schuckertwerke venne invitata dall'Idflieg a progettare ed a sviluppare motori che potessero essere utilizzati dalla Luftstreitkräfte, la componente aerea del Deutsches Heer (l'esercito imperiale tedesco). L'azienda realizzò un innovativo motore rotativo, il Siemens-Halske Sh.III, potenzialmente superiore alla concorrenza e che montato sul caccia Siemens-Schuckert D.III diede ottimi risultati vanificati solo dalla scarsa qualità dell'olio lubrificante allora a disposizione.
Il buon successo riscontrato esortò alcune delle aziende aeronautiche nazionali ad avviare lo sviluppo di nuovi modelli che lo utilizzassero, tra le quali l'Albatros che per la prima volta decise di abbandonare il motore in linea raffreddato a liquido per sperimentare la nuova soluzione tecnica.
Il progetto era caratterizzato da un'impostazione che, pur mantenendo quella classica dei caccia del periodo, introduceva alcuni elementi innovativi. La cellula abbinava una fusoliera ricoperta da pannelli di compensato, soluzione classica per l'Albatros, ad una velatura biplano-sesquiplana che introduceva, come struttura di rinforzo delle ali, un singolo montante "ad I" dotato di profilo alare per lato, integrato da una coppia di aste di controvento, una per lato, che univano l'ala inferiore alla fusoliera abbandonando i classici tiranti in cavetto d'acciaio a vantaggio della pulizia aerodinamica. Posteriormente l'impennaggio riprendeva un'impostazione già adottata nei primi modelli Albatros, con l'elemento verticale integrato nella struttura dorsale della fusoliera e avanzato rispetto a quello orizzontale composto da un timone di profondità in unico elemento sporgente dalla coda. Altre particolarità erano presenti nella cappottatura del motore, a forma di "ferro di cavallo" che terminava ad "orecchio di elefante" allo scopo di creare un effetto Venturi atto a facilitare l'estrazione del flusso d'aria calda, e nel carrello d'atterraggio, particolarmente alto per consentire l'adozione di eliche a passo fisso di elevato diametro.
Si decise di allestire due prototipi, numero 2208/18 e 2209/18, che differivano tra loro in alcuni particolari: il primo adottava una doppia coppia di alettoni posti sulle due ali nella stessa posizione ed un'elica quadripala, nel secondo gli alettoni non erano più sullo stesso asse ed adottava un'elica bipala.
La cellula del 2209/18 riuscì ad essere terminata nel marzo 1918 ma l'indisponibilità del motore costrinse ad attendere il successivo maggio per il primo volo continuando nei mesi successivi una serie di voli di prova dove dimostrò di possedere un'eccellente velocità di salita. Nel giugno di quello stesso anno il 2209/18 venne inviato alla seconda valutazione comparativa, organizzata dall'Idflieg, tra prototipi di modelli D-Typ tenuta presso l'aerodromo di Adlershof, nei dintorni di Berlino, dove i piloti da caccia della Luftstreitkräfte erano invitati a partecipare direttamente alla valutazione ed alla selezione dei nuovi velivoli da destinare alla produzione di serie. In quell'occasione, oltre alle impressioni riportate dai piloti non totalmente soddisfacenti, al termine delle prove incorse in un incidente in fase di atterraggio per la scarsa governabilità dovuta all'altezza del carrello conclusosi con la perdita dell'esemplare. Questo indusse la commissione a dichiarare il modello non idoneo alla produzione in serie anche in considerazione della limitata disponibilità dei nuovi propulsori già destinati a modelli più promettenti.
L'azienda comunque ritenne di continuare lo sviluppo sul 2208/18 che, per ovviare all'instabilità dovuta al carrello alto adottò un'elica quadripala dal diametro più piccolo consentendo di adottare un nuovo carrello, più basso. In questa configurazione partecipò alla successiva terza valutazione comparativa tenuta dall'Idflieg, sempre ad Adlershof, qualche mese più tardi non riuscendo comunque ad essere selezionato per la produzione in serie. Il termine della prima guerra mondiale decretò l'abbandono di ogni attività della Albatros ed il prototipo sopravvissuto venne distrutto in ottemperanza alle clausole previste dal Trattato di Versailles nei primi mesi del 1920.

## Utilizzatori
Germania
- Luftstreitkräfte

utilizzato solo in prove comparative.